# Verch-Suetka
Verch-Suetka (in russo Верх-Суетка?) è un villaggio del settore meridionale della Siberia Occidentale situato nel Territorio dell'Altaj,  in Russia. È il centro amministrativo del distretto Suetskij.
La località si trova 300 km a ovest della capitale Barnaul.